# علم المناخ الشجري

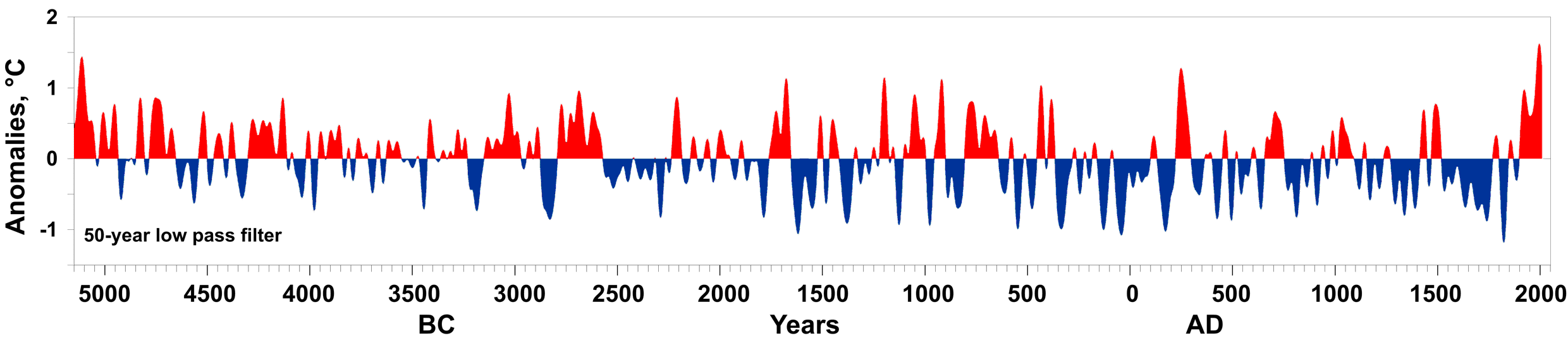
ترجمة اختلاف أعراض حلقات أشجار إلى تباينات في درجات الحرارة الصيفية على مدى الـ 7000 سنة الماضية، بناءً على عيّنات من رواسب الهولوسين من شبه جزيرة يامال والصنوبريات الحية الآن في سيبيريا.

علم المناخ الشجري هو علم تحديد مناخ الماضي من الأشجار (خصائص علم تحديد أعمار الأشجار في المقام الأول). تكون حلقات الأشجار أوسع عندما تكون الظروف ملائمة للنمو، وتضيق عندما تكون الأوقات صعبة. ثمة خصائص أخرى للحلقات السنوية مثلاً أثبت أن أقصى كثافة للخشب أفضل من عرض الحلقة البسيطة. باستخدام حلقات الأشجار، قدّر العلماء العديد من المناخات المحلية لمئات إلى آلاف السنين السابقة. بالجمع بين دراسة حلقات الأشجار المتعددة (مع سجلات المناخ الأخرى أحياناً)، استطاع العلماء تقدير المناخات الإقليمية والعالمية السابقة.